# Basile Ikouébé
Basile Ikouébé (n. 1 de julio de 1946) es un politólogo, diplomático y político congoleño, que se desempeñó como Ministro de Relaciones Exteriores de la República del Congo entre 2007 y 2015.

## Biografía
Nació en 1946. Estudió Ciencias Políticas en la Universidad de Burdeos y Administración Pública en París, de donde se graduó en 1972.
Tras regresar a la República del Congo, comenzó a trabajar en el Ministerio de Relaciones Exteriores en 1974 y fue encargado de la política de organizaciones internacionales del Ministerio; en 1975 se convirtió en Jefe de Gabinete del Ministerio, puesto del cual pasó en 1977 al de Secretario Permanente del Ministerio de Relaciones Exteriores. Tras la llegada al poder de Denis Sassou-Nguesso en 1979, se convirtió en asesor del presidente. En 1982 pasó a ser Consejero Diplomático y en 1987 fue nombrado ministro jefe del Gabinete del presidente de la República, hasta 1992.
Tras la llegada a la presidencia de Pascal Lissouba, perdió influencia en el Ministerio, pero se le permitió seguir trabajando allí, primero como Embajador Itinerante de la República del Congo entre 1994 y 1996 y luego como Secretario Permanente del Ministerio de Relaciones Exteriores entre 1996 y 1998.
Cuando en 1998 Sassou-Nguesso recuperó el poder, fue nombrado como Embajador de la República del Congo ante las Naciones Unidas en Nueva York entre 1998 y 2007, llegando a presidir el Consejo de Seguridad de las Naciones Unidas en mayo de 2006. El 31 de mayo de 2007 fue designado como Ministro de Relaciones Exteriores y Cooperación, cargo que ocupó hasta 2015.
También fue Representante especial del Presidente de la Comisión de la Unión Africana para la región de los Grandes Lagos y Jefe de la Oficina de Enlace para Burundi.
Fue elevado a la dignidad de Embajador de la República del Congo por decreto presidencial del 20 de enero de 2021.